# Mladen Mladenović
Mladen Mladenović (Fiume, 13 settembre 1964) è un ex calciatore croato, di ruolo centrocampista.

## Palmarès

### Club

#### Competizioni nazionali
- Campionato austriaco: 1

Salisburgo: 1994-1995
- Supercoppa d'Austria: 1

Salisburgo: 1994

### Individuale
- Miglior calciatore del campionato croato: 1

1994